# 参山国家風景区

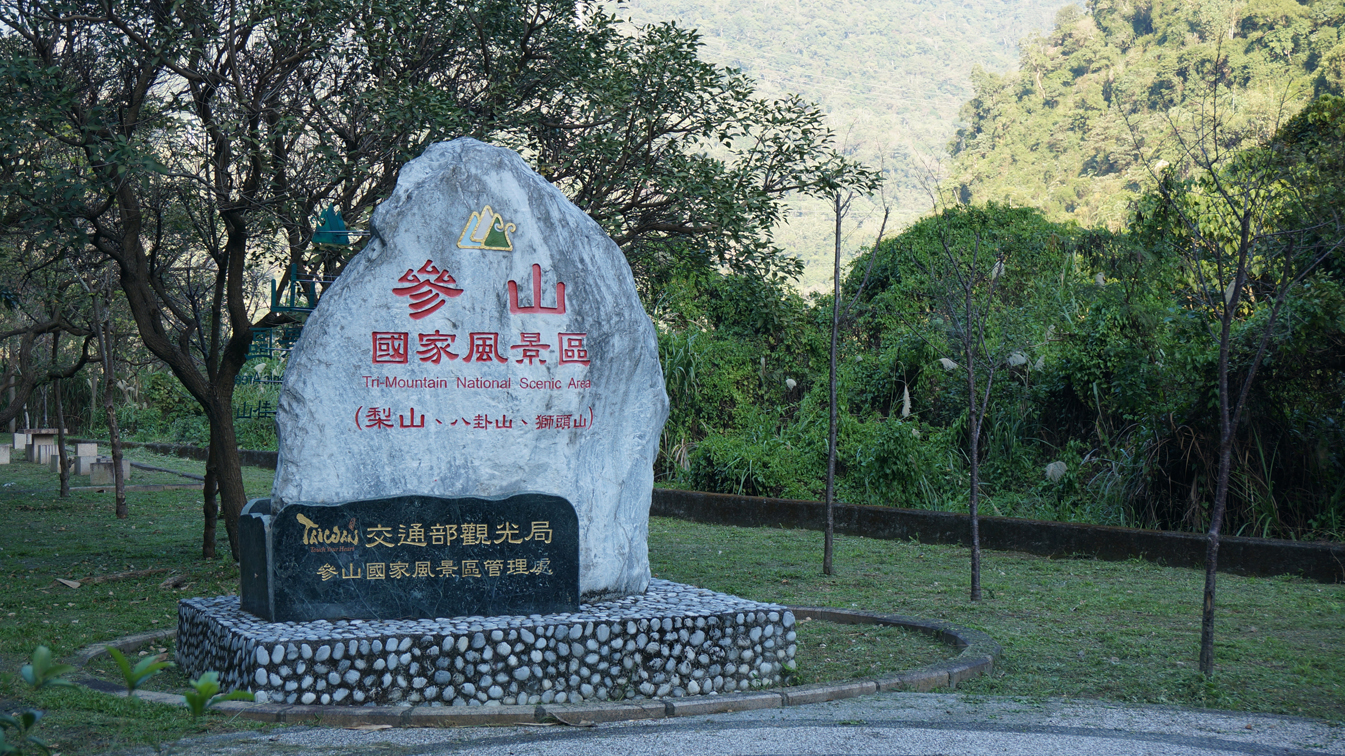
三山国家風景区の石碑

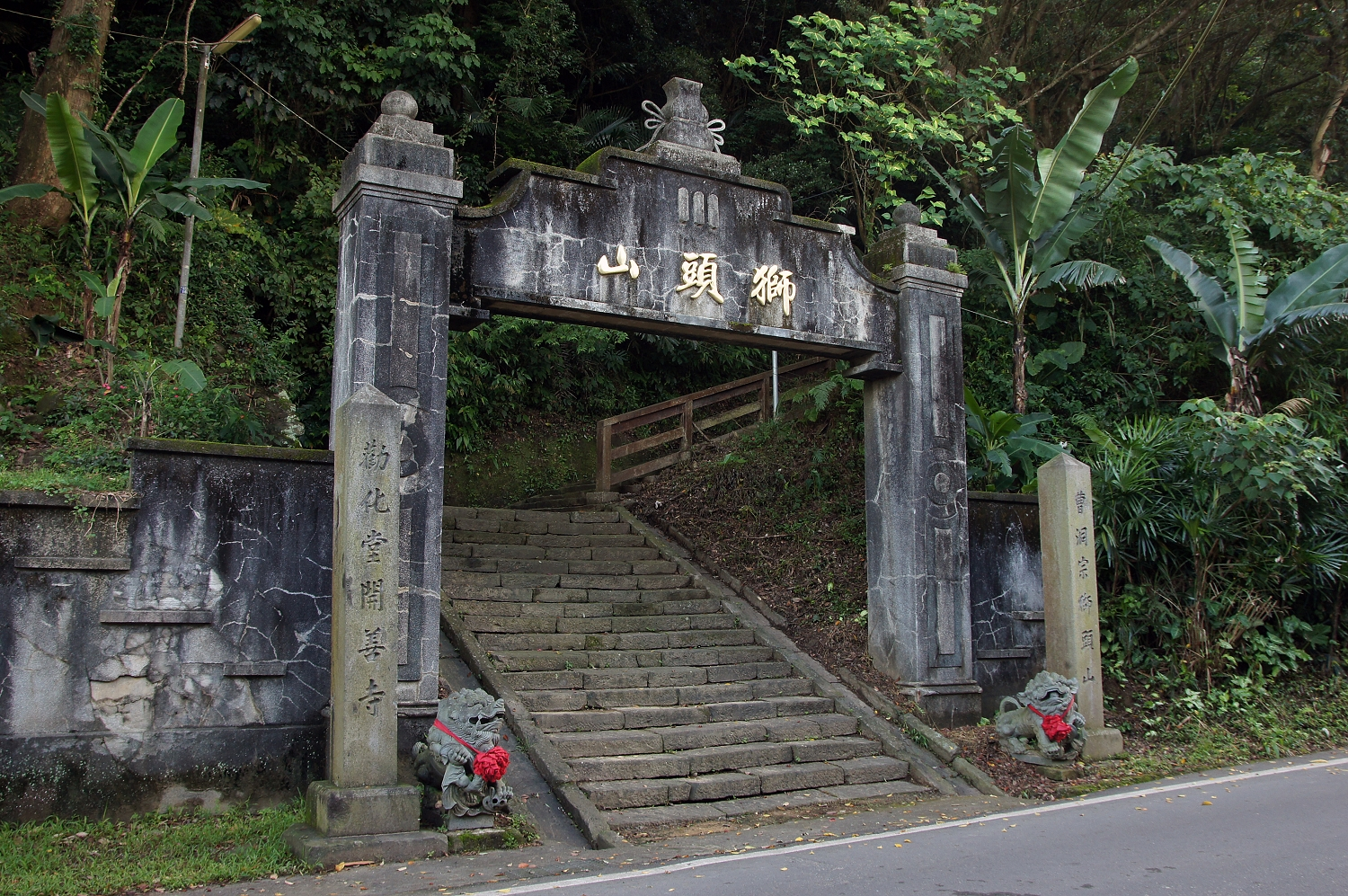
獅頭山の南登山口

参山国家風景区（さんざんこっかふうけいく、中国語: 参山國家風景區、英語: Tri-Mountain National Scenic Area）、または三山国家風景区は、中華民国（台湾）の国家風景区で、台湾北部の新竹県と苗栗県、台湾中部の台中市、彰化県、南投県の3つの県と市にまたがっている。名称は、かつて獅頭山風景区、梨山風景区、八卦山風景区と呼ばれていたことに由来する。この3つの地域は異なる県や市に点在しており、地続きではないが、「高い観光サービスのネットワークを完成させる」という計画に基づき、合併して同じ国家風景区となり、現在に至っている。